# Luis Mena Vado
Luis Mena Vado foi um militar e político da Nicarágua que atuou interinamente como presidente da Nicarágua de 27 a 30 de agosto de 1910 durante um período turbulento após a queda do governo do General José Santos Zelaya em 1909.
Em 1912, atuou como Chefe Supremo do Governo durante a rebelião promovida contra o governo de Adolfo Díaz Recinos.
Mena era conservador, fazendo parte do governo de coalizão que incluiu também o liberal Juan José Estrada e os conservadores Emiliano Chamorro e Adolfo Diaz.